# Hippotion rafflesii
Hippotion rafflesii is een vlinder uit de familie van de pijlstaarten (Sphingidae). De wetenschappelijke naam van de soort werd in 1858 gepubliceerd door Frederic Moore.